# Seringenvlinder
De seringenvlinder (Apeira syringaria) is een vlinder uit de familie van de spanners (Geometridae). De voorvleugellengte bedraagt tussen de 19 en 22 millimeter. De soort komt verspreid over het Palearctisch gebied voor. Hij overwintert als rups.

## Naamgeving
De wetenschappelijke naam van de soort werd in 1758 door Carl Linnaeus gepubliceerd als Phalaena (Geometra) syringaria in de tiende editie van Systema naturae. De soort werd in 1828 door James Francis Stephens als typesoort in het door hem gecreëerde geslacht Pericallia geplaatst. Die geslachtsnaam was echter in 1820 al door Jacob Hübner vergeven aan een geslacht van beervlinders. In 1848 hernoemde Gistl het geslacht daarom in Apeira.

## Waardplanten
De seringenvlinder heeft als waardplanten vlier, kamperfoelie, es, wilde liguster en sering.

## Voorkomen in Nederland en België
De seringenvlinder is in Nederland en België een schaarse soort, die verspreid over het hele gebied kan worden gezien. De vlinder heeft jaarlijks één generatie die vliegt in juni en juli.